# Clear Lake (Minnesota)
Clear Lake – miasto w Stanach Zjednoczonych, w stanie Minnesota, w hrabstwie Sherburne.